# Sinfonia n. 8 (Malipiero)
La Sinfonia n. 8, nota anche come Symphonia Brevis, è una composizione sinfonica di Gian Francesco Malipiero.
Portata a termine ad Asolo il 25 agosto 1964, la partitura fu eseguita in prima assoluta dall'Orchestra sinfonica di Milano della RAI diretta da Mario Rossi l'11 marzo 1966.
Con la Sinfonia n.7 "delle canzoni" (1948) Malipiero pareva aver interrotto, quasi per uno scrupolo superstizioso, il catalogo delle sinfonie numerate (il numero 7 è frequente nella produzione dell'autore: Le Sette Canzoni, Sette Invenzioni, le Sette allegrezze d'amore, Li Sette peccati mortali). Con questa pagina riprende la serie, ma il sottotitolo Brevis non deve trarre in inganno, poiché la sinfonia è di lunghezza analoga alle altre. Essa segue di due anni la Sinfonia per Antigenida. 

## Movimenti
Riprendendo gli spunti e il linguaggio aspro della Sinfonia per Antigenida, Malipiero dà, d'ora in poi, alle sue sinfonie, un taglio innovativo, che segnala il superamento, la deframmentazione della forma e l'acquisizione di un linguaggio, ricco di inquietudini espressive. La sinfonia si apre con un "Piuttosto lento"; il secondo movimento è un "Allegro" spigoloso e sardonico; il terzo movimento è un "Non troppo lento" composto da una successione di episodi contrastanti, tra cui un "Agitato" che prelude al conclusivo "Lento quasi funebre", con la sua atmosfera angosciata e che si spegne nel solitario squillo dei corni.

## Incisioni discografiche
Orchestra Sinfonica di Mosca, Antonio de Almeida (Marco Polo, 1993)